# 京コトはじめ
『京コトはじめ』（きょうコトはじめ）は、2021年3月12日から2024年3月29日までNHK総合で放送されたNHK大阪放送局制作の、主に京都府に関する情報番組であった。

## 概要
東京のNHK放送センターのバックアップ機能を持つNHK大阪放送局の機能強化の一環として『列島ニュース』の枠拡大や『ニュース きん5時』の新設などと合わせ、金曜日の大阪放送局制作の生放送番組の1つとして放送を開始した。
金曜日の14時台は、2021年3月5日まで同じく大阪放送局制作の『ごごナマ おいしい金曜日』が放送されたため、事実上この枠が引き継がれた。
内容としては、京都の魅力を毎回1つのテーマに沿って紹介し、それに関する職人などをゲストに招いて紹介するというものであった。通常は京都府内からの生中継または収録放送であったが、大阪のスタジオからの場合もあった。後述の中継コーナーも事前収録で対応したこともあった。
京都に関する番組であったが、前述の事情から制作局は京都放送局ではなく大阪放送局であった。紹介VTRのナレーションも大阪放送局のアナウンサーが週替わりで担当した。
なお、紹介VTRでは京都放送局やNHKワールド JAPANで過去に放送された京都に関する番組映像を二次利用したものもあり、京都放送局のアナウンサーも後述する「京コト+」のコーナーのリポーターとして出演した。
2021年3月12日の13時40分 - 14時30分にパイロット版が放送された。
ミニ番組としても放送され「古都の美 "匠（たくみ）の技" 〇〇」（〇〇には「京菓子」「庭」など）として随時放送された。当初は関西地区のみの放送であったが、2021年10月1日からは全国で放送された。
2022年4月8日からは、京都や関西ゆかりの芸能人などのゲストが従来の職人のゲストとは別に週替わりで出演した。一方「全国ここでもコトはじめ」（京都以外の全国からの中継）が行われなくなった。

## 番組の終焉
2月14日に行われた2024年度編成発表の場で、4月1日から平日15時10分 - 17時57分に、新情報番組『午後LIVE ニュースーン』を開始することが発表された。
そのため、当番組は、大相撲春場所の取組や第96回選抜高等学校野球大会の日程の関係上、3月8日限りで放送終了の予定であった。
最終回は、国会中継（第213回国会 参議院本会議 各党代表質問最終日（10時01分開議 16時25分散会））で中止となった2月2日放送予定分の収録放送のため、生放送としては3月1日が最後となった。なお、3月1日は当日に放送時間が変更された（#放送リストを参照）。
しかし、3月8日放送予定分はその前日に国会中継（第213回国会 参議院予算委員会 令和6年度予算案集中審議（12時57分開会 17時10分散会））が決定し中止。最終回はミッドナイトチャンネル枠で29日の0時30分 - 1時14分に異時放送された。
また、同様の理由（第213回国会 衆議院予算委員会 令和6年度予算案集中審議）で放送を中止した2月9日放送予定分は、24日の13時50分 - 14時34分に異時放送された。
そのため、定時における放送は2024年2月16日が最後となった。

## 番組休止に関して
金曜日の昼間は、法律上最優先される国会中継（特に国会開会に関係する政府四演説・代表質問、新年度予算または補正予算審議等）や報道特別番組などの影響を受けやすい時間帯である。そのため、2021年度は、生放送で行われたのは、番組開始当初の2021年4月を除くと僅かであった（#番組休止の具体的なケースを参照）。
2022年度は、新年度予算審議以外で休止したことはほとんどなく生放送で行われたことが多かった。
2023年度は、15時台に移動したため大相撲中継の影響で休止が多くなり、放送頻度が減少した。
なお、生放送を予定しながら休止となった場合はその日のうちに収録を行い、後日放送された。この際、番組冒頭で森田が登場する際や中継コーナー時に「〇月〇日に収録したものです」という字幕表記があるほか、通常は「京都から生放送でお届けします」と言うところを「京都からお伝えします」などと挨拶が変更された。

### 番組休止の具体的なケース
新型コロナウイルス感染拡大に伴う緊急事態宣言及びまん延防止等重点措置について、新たな宣言発出・対象地域拡大・期間延長などの決定が金曜日に行われることが多い。その場合、午前中に基本的対処方針分科会にて諮問を諮り了承された上で、午後に議院運営委員会への事前説明が行われる場合が大方である。
前述の影響により、当番組の放送前日・当日に急遽、議院運営委員会質疑に関する国会中継が『NHKニュース』への内包の扱いで挟まれ、2021年4月23日（第204回国会・参議院議院運営委員会）および5月の全ての放送が休止となった。
2021年7月16日の放送後『2020年東京オリンピック』『第103回全国高等学校野球選手権大会』『2020年東京パラリンピック』とスポーツ中継が相次ぎ、9月10日に再開するまで、約2か月間放送がなかった（前述の『ニュース きん5時』もほぼ同様であった）。
2022年7月1日は、大阪放送局が属する関西地域や、関東地方などでは第26回参議院議員通常選挙の政見放送のため休止。政見放送を同時間帯に行わない地域では、当番組の過去の再放送を実施するため、実質的な裏送りとなった。翌週8日も同様の予定であったが、安倍晋三銃撃事件に伴う報道特別体制のため、全国で休止となった。

## 主なコーナー
いずれも、番組後半に行われた。

### 京コト+（京コトプラス）
その日のテーマと関係する、森田がいる場所とは別の京都府内の場所からの中継コーナー。主に、放送当日の大阪放送局生放送が非番のアナウンサー（石橋亜紗、佐々木智一、一柳亜矢子など）が担当したが、回によっては京都放送局のアナウンサー（岩槻里子〈前番組の『ごごナマ おいしい金曜日』MC〉、竜田理史など）が担当したこともあった。

### 全国ここでもコトはじめ
2022年3月4日まで行われた、京都以外の場所からの中継コーナー。全国各地の日本の伝統工芸や文化などを紹介し、中継先に属する地方局のアナウンサーが担当。関東地方からの中継の場合は東京アナウンス室が担当し、主に小松宏司（前番組の『ごごナマ』MC）が担当した。

## 出演者

### 通常放送
- 森田洋平（NHKアナウンサー[注 7]） - MC（ミニ番組「古都の美 "匠（たくみ）の技"」には出演なし）
  - その日のテーマに関わる職人1名以上。
  - 京都ゆかり（京都府出身、京都を中心に活動する芸能人）、または大阪局制作分の『連続テレビ小説』出演者のゲスト1名（2022年4月8日から）。週替わりで出演したが、おおむね以下の出演者で固定された。
    - 奥野史子（京都府出身。元アーティスティックスイミング選手）
    - ジェフ・バーグランド（京都外国語大学教授）
    - 茂山逸平（京都府出身。能楽師）
    - 三林京子（俳優）

### ミニ番組「古都の美 "匠（たくみ）の技"」
- 瀬戸秀夫（NHKアナウンサー） - ナレーション担当
  - 2023年7月7日以降、本編の「京コト+」中継リポーターとしても出演した。

## 放送リスト
※ミニ番組を除く。
| 回数      | 放送年月日     | タ イ ト ル 名                            | 変更      |
| --------- | -------------- | ----------------------------------------- | --------- |
| 01        | 2021年03月12日 | 京都の宝！襖絵の世界                      | [ 注 8 ]  |
| 02        | 2021年04月02日 | 桜を堪能！京都人のお花見                  | [ 注 9 ]  |
| 03        | 2021年04月09日 | 職人がつなぐ 型友禅の美                   |           |
| 04        | 2021年04月16日 | 美味！古都の愛されパン                    |           |
| 05        | 2021年04月30日 | 願いを託す 京のお不動さん                 |           |
| 06        | 2021年06月04日 | 心いやす 京の庭                           |           |
| 07        | 2021年06月11日 | 香りをまとう 古都の暮らし                 |           |
| 08        | 2021年06月18日 | 心ときめく 京菓子                         |           |
| 09        | 2021年06月25日 | 魅惑の竹文化                              |           |
| 010       | 2021年07月02日 | 暮らし潤す 坪庭                           |           |
| 011       | 2021年07月09日 | 暑さを楽しむ 納涼文化                     |           |
| 012       | 2021年07月16日 | 今が旬！京都の夏に欠かせない"鮎"          |           |
| 013       | 2021年09月10日 | 緻密の美 京の手しごと                     |           |
| 014       | 2021年09月24日 | 緻密にして華麗 京の金箔                   |           |
| 015       | 2021年10月15日 | 都人めでる雅な遊び 京玩具                 |           |
| 016       | 2021年10月29日 | 千年の調べ 京の和楽器                     |           |
| 017       | 2021年11月05日 | 漆黒と金の美 京漆器                       |           |
| 018       | 2021年11月19日 | 錦秋の彩り 京の紅葉                       | [ 注 10 ] |
| 019       | 2021年11月26日 | 古都の宝を守り伝える                      |           |
| 020       | 2021年12月03日 | 和のしつらいの原点 京たたみ               |           |
| 021       | 2021年12月24日 | 京の冬ハレの日のごちそう                  |           |
| [ 注 11 ] | 2022年01月03日 | 京都の宝！襖絵の世界                      | [ 注 12 ] |
| 022       | 2022年01月14日 | 古都が育んだ 京のとうふ                   |           |
| 023       | 2022年01月28日 | 京都くつろぎのカフェ・喫茶店              |           |
| 024       | 2022年03月04日 | 進化を続ける 京のお守り                   |           |
| 025       | 2022年03月07日 | 古都の職人の技SP                          | [ 注 13 ] |
| 026       | 2022年04月01日 | 京都の食文化SP                            |           |
| 027       | 2022年04月08日 | 気づかいも一緒に"包む"文化                |           |
| 028       | 2022年04月15日 | 華麗にして繊細 京焼の魅力                 |           |
| 029       | 2022年04月22日 | ふだん着の食 京のぶぶ漬け                 |           |
| 030       | 2022年05月06日 | 京の手しごとSP 金箔・京漆器               |           |
| 031       | 2022年05月13日 | 京で着継がれる和装のこころ                |           |
| 032       | 2022年05月20日 | 京料理の名脇役 山椒                       |           |
| 033       | 2022年06月10日 | 暮らしも文化も支える京の扇子              |           |
| 034       | 2022年06月17日 | 豊かな水に育まれた京の酒                  |           |
| 035       | 2022年06月24日 | 匠の技が引き出す美京の木工芸              |           |
| 036       | 2022年07月15日 | 華麗なる町衆の祭礼祇園祭                  |           |
| 037       | 2022年07月22日 | 伝統の食を支える京野菜                    |           |
| 038       | 2022年07月29日 | 怨霊・鬼・妖怪 京都の異界                 |           |
| 039       | 2022年08月05日 | 夏の京都 祈りの火                         |           |
| [ 注 14 ] | 2022年08月19日 | 匠の技が引き出す美京の木工芸              |           |
| 040       | 2022年08月26日 | デザインと技の見本帳 京の古裂             |           |
| 041       | 2022年09月02日 | 墨と水の芸術水墨画                        |           |
| 042       | 2022年09月09日 | 菊を愛でる重陽の節句                      |           |
| 043       | 2022年09月16日 | 古都に映える近代建築                      |           |
| 044       | 2022年09月30日 | 禅のこころを伝える精進料理                |           |
| 045       | 2022年10月14日 | 輝きを紡ぎだす金銀糸                      |           |
| 046       | 2022年10月21日 | 古都を彩る歴史絵巻時代祭                  |           |
| 047       | 2022年10月28日 | 石や白砂で表す自然枯山水                  |           |
| 048       | 2022年11月04日 | 京の暮らしに寄り添うふだん着の和菓子      |           |
| 049       | 2022年11月11日 | 非日常へといざなう古都の面                |           |
| 050       | 2022年12月02日 | 受け継がれる味 京の漬物                   |           |
| 051       | 2022年12月09日 | 石の姿に見いだす景色水石                  |           |
| 052       | 2022年12月16日 | 伝承のデザイン 京の家紋・紋章             |           |
| 053       | 2022年12月23日 | 京都の日常のおかずおばんざい              |           |
| 054       | 2023年01月06日 | 古都が育んだ風景 枯山水・近代建           |           |
| 055       | 2023年01月13日 | 結ぶ飾る 京の組みひも                     |           |
| 056       | 2023年01月20日 | 古都が育んだ刀                            |           |
| 057       | 2023年02月03日 | 鬼を追い厄をはらう節分                    |           |
| 058       | 2023年02月10日 | 古都の暮らしを支える和紙                  |           |
| 059       | 2023年02月17日 | 美味にして華麗 京の寿司                   |           |
| 060       | 2023年02月24日 | 糸でくくり染める 京鹿の子絞り             |           |
| 061       | 2023年03月03日 | 花を生け思いを託すいけばな                |           |
| 062       | 2023年03月10日 | 古都が育んだ食文化漬物・おばんざい        |           |
| 063       | 2023年03月17日 | 古都に息づく暮らしの道具 京焼・木工芸     |           |
| 064       | 2023年04月07日 | 祈りに寄り添う 京の仏像                   |           |
| 065       | 2023年04月14日 | 京都近代 小川治兵衛の庭                   |           |
| 066       | 2023年04月21日 | 華麗にして繊細 手描き友禅                 |           |
| 067       | 2023年04月28日 | 仮面で演じる無言の劇 大念仏狂言           |           |
| 068       | 2023年05月12日 | 初夏を彩る王朝びとの行列葵祭              |           |
| 069       | 2023年06月02日 | 四季を楽しむ 町家の暮らし                 |           |
| 070       | 2023年06月09日 | 町家・たんす・きもの洗いの仕事            |           |
| 071       | 2023年06月16日 | 湯葉・にしん・昆布乾物                    |           |
| 072       | 2023年06月23日 | 京都着物作りの技 手描き友禅・京鹿の子絞り |           |
| 073       | 2023年07月07日 | 静寂を生み出す古都の苔                    |           |
| 074       | 2023年07月28日 | 火災よけを祈る愛宕詣り                    | [ 注 15 ] |
| 075       | 2023年08月04日 | 太鼓が支える民俗芸能 六斎念仏             |           |
| [ 注 16 ] | 2023年08月18日 | 町家・たんす・きもの洗いの仕事            |           |
| 076       | 2023年08月25日 | 緻密にして優美 京の金属工芸・錺           |           |
| 077       | 2023年09月01日 | 京都自然を生かす知恵と工夫                |           |
| 078       | 2023年09月08日 | 水が支える京都の暮らし                    | [ 注 17 ] |
| 079       | 2023年10月06日 | 食材の引き立て役 京都のだし               |           |
| 080       | 2023年10月20日 | 祈りを支える京都の寺院建築                |           |
| 081       | 2023年11月10日 | 貴族が愛した景勝の地 嵯峨野               |           |
| 082       | 2023年12月01日 | 暮らしに根づく近代建築                    | [ 注 18 ] |
| 083       | 2023年12月15日 | 粋な装い男の着物                          |           |
| 084       | 2023年12月22日 | 思いを届ける贈答の文化                    |           |
| 085       | 2024年01月05日 | 後ろ姿を彩る着物の帯                      |           |
| 086       | 2024年01月12日 | 町家を支える古材の文化                    |           |
| 087       | 2024年02月16日 | 京の食文化を支えるみそ                    | [ 注 19 ] |
| 088       | 2024年02月24日 | 受け継がれる美琳派の世界                  | [ 注 20 ] |
| 089       | 2024年03月01日 | 信仰と観光の地 京の門前                   | [ 注 21 ] |
| 090       | 2024年03月29日 | 笑いの伝統芸能狂言                        | [ 注 22 ] |

## 関連番組
- Core Kyoto：NHKワールド JAPANで放送された番組（国内ではBS1で放送）。番組で放送された映像を二次利用したことがあった。